# Light Grenades
Light Grenades é o sexto álbum de estúdio da banda Incubus, lançado em 2006.
O disco estreou no nº 1 da Billboard 200, com vendas superiores a 165 mil cópias nos Estados Unidos só na primeira semana, sendo o primeiro álbum da banda a atingir o nº 1.

## Faixas
1. "Quicksand" – 2:14
2. "A Kiss to Send Us Off" – 4:16
3. "Dig" – 4:17
4. "Anna Molly" – 3:46
5. "Love Hurts" – 3:57
6. "Light Grenades" – 2:20
7. "Earth to Bella (Part I)" – 2:28
8. "Oil and Water" – 3:49
9. "Diamonds and Coal" – 3:46
10. "Rogues" – 3:56
11. "Paper Shoes" – 4:17
12. "Pendulous Threads" – 5:35
13. "Earth to Bella (Part II)" – 2:58

Faixas bônus para Japão
1. "Punch-Drunk" - 5:14
2. "Look Alive" - 4:21

## Créditos
- Brandon Boyd - Vocal, percussão, guitarra
- Mike Einziger - Guitarra
- Jose Pasillas - Bateria
- Ben Kenney - Baixo, vocal